# Τ
Tau（大写，小写，中文音译：陶、套），是第十九个希腊字母。
小写τ用于：
- 力學上的力矩
- 透明度
- 粒子物理学上的陶子（轻子的一种）
- 微積分中的體積積分元（有時）

西里尔字母的Т及拉丁字母的T都是由Tau演变而成。

## 用作双倍π
近年来，有部分学者认为约等于3.14的π“不合自然”，应该用双倍于π、约等于6.28的一个常数代替。支持这一说法的学者认为在很多数学公式2π很常见，很少单独使用一个π。美国哈佛大学物理学教授的迈克尔·哈特尔（Michael Hartl）称“圆形与直径无关，而与半径相关，圆形由离中心一定距离即半径的一系列点构成”。并建议使用希腊字母τ来代替π。
美国数学家麦克·哈特尔（Michael Hartl）建立了网站 Tau Day，呼吁人们用希腊字母 τ（发音：tau）来表示“正确的”圆周率 C/r。并建议大家以后在写论文时，用一句“为方便起见，定义 τ = 2π ”开头。
美国数学家鲍勃·帕莱（Bob Palais）于2001年在《数学情报》（Mathematical Intelligencer）上发表了一篇题为《π 是错误的！》（π Is Wrong!）的论文。在论文的第一段，鲍勃·帕莱说道：
几个世纪以来，π 受到了无限的推崇和赞赏。数学家们歌颂 π 的伟大与神秘，把它当作数学界的象征；计算器和编程语言里也少不了 π 的身影；甚至有一部电影就直接以它命名⋯⋯但是，π 其实只是一个冒牌货，真正值得大家敬畏和赞赏的，其实应该是一个不幸被我们称作 2π 的数。
著名的Geek漫畫網站spikedmath.com建立了 thepimanifesto.com （页面存档备份，存于），裡面有一篇數千字的《π宣言》，反駁支持τ的言論，宣稱圓周率定義為圓周與直徑之比有優越性，並認為在衡量圓柱形物體的截面大小時，直徑比半徑更方便測量。